# Tremendyzm
Tremendyzm (od hiszp. tremendo z łac. trĕmŏr – drżenie i pośrednio od trĕmendŭs – straszny, okropny) – nurt stylistyczny w powojennej literaturze hiszpańskiej zapoczątkowany powieścią Rodzina Pascala Duarte ("La familia de Pascual Duarte", 1942) Camilo José Celi. Do innych tworzących w tym stylu należeli Carmen Laforet, Rafael Garcia Serrano, Luis Landínez, Dario Fernández Flórez. 
Z założenia tremendyzm nawiązywał do tradycji hiszpańskiej makabreski XVI i XVII wieku. Kierunek ten charakteryzuje stwarzanie atmosfery ukrytej grozy, ponurej nieuchronności losu, poczucia katastrofizmu. Nierzadko też cechuje go nadmierne eksponowanie scen brutalnych i strasznych, aktów okrucieństwa i sadyzmu – przy równoczesnym zachowaniu specyficznego poczucia dystansu i groteskowej ironii, w czym nawiązuje do dawnej literatury (powieści) łotrzykowskiej. Tremendyzm obecny w utworach C. J. Celi miał swe źródło także w twórczości R. del Valle-Inclána.